# Chân Mệnh Thiên Tử
Chân Mệnh Thiên Tử (tiếng trung: 真命天子 ) là một bộ phim thần thoại cổ trang Hồng Kông sản xuất vào năm 2015 với sự tham gia của Trương Trác Văn, Ô Tĩnh Tĩnh, Hải Lục, Quý Tiểu Băng, Hách Trạch Gia, Từ Nguyên Bác, Lưu Hạo Nham...
Bộ phim do biên kịch đoạt huy chương vàng Giãn Viễn Tín viết kịch bản và sản xuất, được quay tại Thành phố điện ảnh và truyền hình Hoành Điếm. Nội dung chính của bộ phim là giai đoạn đầu trước khi trở thành Hoàng đế, kể về những trải nghiệm trong hành trình truyền năng lượng tích cực của sự siêng năng và hoàn thiện bản thân từng ngày cho đến lúc lên ngôi hoàng đế, do diễn viên Trương Trác Văn đảm nhận. Bộ phim được hoàn thành vào tháng 11 năm 2014 và công chiếu trên Đài phát thanh và truyền hình Trùng Khánh ngày 27 tháng 2 năm 2016. Tại Việt Nam, phim sẽ phát sóng vào lúc 15h các ngày trong tuần trên kênh THVL2, bắt đầu từ ngày 29 tháng 10 năm 2017.

## Tóm tắt
Tương truyền vào thời nhà Nguyên có rất nhiều cao nhân, thuật sĩ trên giang hồ tìm đến vùng núi thiêng vì lời đồn đại về sự xuất hiện của long huyệt ngàn năm hiếm có.
Theo lời nhiều người, nếu ai may mắn chôn cất người thân của mình vào long huyệt đó thì hậu duệ sẽ xuất hiện chân mạng thiên tử mang trọng trách gánh vác giang sơn, lật đổ Nguyên triều hủ bại, lập nên một triều đại hòa bình mang lại hạnh phúc ấm no cho lê dân bá tánh. Ít lâu sau, có 3 đứa trẻ là Trần Hữu Lượng của Trần gia trang, Hàn Lâm Nhi - ấu chúa của Bạch Liên giáo và cậu bé Chu Trùng Bát - con trai của Chu Thất và người hầu ở Trần gia Yến Nương... lần lượt ra đời.
Điều đặc biệt là dù không sinh ra cùng một nơi, cùng gia cảnh nhưng ngày cả 3 cậu bé chào đời đều xuất hiện thiêng long, trời đất rung chuyển, sấm chớp vang dội... Dân gian gọi đó là điềm báo chân mạng thiên tử xuất hiện.
Ngay từ nhỏ, Trần Hữu Lượng đã được đạo trưởng Hư Huyền dạy võ công, ôn rèn kinh thư nên nhận thức và hành vi vượt xa chúng bạn cùng trang lứa.
Tuy nhiên, do được sư phụ tiết lộ bản thân chính là chân mạng thiên tử nên cậu ta luôn cao ngạo, hống hách. Khác với Hữu Lượng, Lâm Nhi dù là thánh đồng của Bạch Liên giáo, được dạy võ công từ nhỏ, có phép thuật phòng thân nhưng cậu không kiêu căng, hiếu thắng mà luôn sống chan hòa rộng lượng, yêu thương, giúp đỡ mọi người.
Riêng Chu Trùng Bát, dù chỉ là cậu bé chăn trâu côi cút nhưng ngay từ nhỏ cậu đã bộc lộ bản chất thông minh, tính tình hiền lành, cương trực và có khả năng cầu được trời cao giúp đỡ mỗi khi gặp nguy khốn.
Đoán biết chân mạng thiên tử đã xuất hiện, Lưu Bá Ôn - vị bán tiên có võ công cao cường, phép thuật tinh thông và biệt tài tiên đoán quá khứ vị lai đã xuống núi mang theo trọng trách tìm kiếm và phò tá người mang chân mạng thiên tử lật đổ Nguyên triều vì hạnh phúc của bá tánh, vận mệnh nước nhà.
Sau khi tìm được thiên thư và bức ngũ hổ đồ quý giá, Lưu Bá Ôn bắt đầu bôn ba khắp nơi đi tìm tung tích vị hoàng đế tương lai.
Trong lúc Lưu tiên sinh có chút manh mối về vị chủ nhân mà ông cất công tìm kiếm thì phía Nguyên triều cũng gấp rút hạ lệnh truy sát người mang mệnh rồng có khả năng nguy hại triều đình.

## Diễn viên
| Diễn viên        | Nhân vật                                     | Giới thiệu nhân vật                                                                     |
| ---------------- | -------------------------------------------- | --------------------------------------------------------------------------------------- |
| Trương Trác Văn  | Chu Trùng Bát / Chu Nguyên Chương - Chu Thất | Đại Minh Thái Tổ Cao Hoàng đế                                                           |
| Ô Tĩnh Tĩnh      | Mã Tú Anh (Mã Hoàng Hậu)                     | Hiếu Từ Cao hoàng hậu Mã thị - Thanh mai trúc mã của Chu Trùng Bát                      |
| Hải Lục          | Thác Nhã                                     | Quận chúa Mông Cổ, con gái của Cáp Ma Thái úy                                           |
| Quý Tiểu Băng    | Trần Hữu Lượng                               | Chống Chu Nguyên Chương / Thủ lĩnh của cuộc nổi dậy cuối triều Nguyên                   |
| Từ Hải Kiều      | Hàn Lâm Nhi                                  | Thủ lĩnh trên danh nghĩa của chính quyền nông dân Tống và phong trào khởi nghĩa Khăn Đỏ |
| Lý Tiến Vinh     | Lưu Bá Ôn                                    | Một trong bốn vị đại thần cuối triều / người phò tá Chu Nguyên Chương lên ngôi hoàng đế |
| Mạch Địch Na     | Hoa Dung                                     | Báo tinh                                                                                |
| Hách Trạch Gia   | Dương Điều Hoa                               | Người yêu Trần Hữu Lượng                                                                |
| Chúc Tự Đan      | Dương Mộ Vân                                 | Em Dương Điều Hoa                                                                       |
| Từ Nguyên Bác    | Bạch Viên                                    | Con khỉ trắng thành tinh được Lưu Bá Ôn giải cứu và bảo vệ Chu Nguyên Chương            |
| Lan Hạo Vũ       | Thang Hòa                                    | Bạn thân của Chu Trùng Bát (Chu Nguyên Chương)                                          |
| Trương Hâm       | Từ Đạt                                       | Một trong năm Ngũ hổ tướng                                                              |
| Lưu Hạo Nham     | Hồ Đại Hải                                   | Một trong năm Ngũ hổ tướng                                                              |
| Vương Quân Hách  | Thường Ngộ Xuân                              | Một trong năm Ngũ hổ tướng                                                              |
| Triệu Hàn Anh Tử | Nguyệt Trinh Quận Chúa                       | Vợ của Thường Ngộ Xuân                                                                  |
| Lý Hòe Long      | Hư Huyền                                     | Sư phụ của Trần Hữu Lượng                                                               |
| Trần Di Chân     | Hồng Diễm                                    | Sư phụ của Hàn Lâm Nhi                                                                  |
| Lý Hân Thông     | Quách Ngọc Sương                             | Con gái Quách Tử Hưng                                                                   |
| Tang Hồng Na     | Tiểu Hoa Nhi                                 | Người hầu Quách phủ                                                                     |
| Mã Khải Quang    | Quách Thiên Tụ                               | Con trai cả của Quách Tử Hưng                                                           |
| Đinh Hối Vũ      | Quách Thiên Tước                             | Con trai thứ của Quách Tử Hưng                                                          |
| Cao Hoành Lượng  | Quách Tử Hưng                                | Người đứng đầu nghĩa quân chống nhà Nguyên                                              |
| Ô Sảnh Sảnh      | Quách Phu Nhân                               | Vợ của Quách Tử Hưng                                                                    |
|                  | Từ Thọ Huy                                   | Thủ lĩnh cuộc khởi nghĩa Hồng Cân                                                       |
| Trương Minh Minh | Nguyên Thuận Đế                              | Hoàng đế người Mông Cổ cuối cùng cai trị Trung Quốc                                     |

## Nhạc phim (OST)
| Tên bài hát        | Thể hiện | Lời bài hát | Sáng sác       | Ghi chú          |
| ------------------ | -------- | ----------- | -------------- | ---------------- |
| Chân mệnh thiên tử | Hồng Phi | Du Tinh Hạo | Lưu Bác Ung    | Bài hát mở đầu   |
| Quá khứ            | Bất tài  | Nghiêm Phác | Dương Hạo Đông | Bài hát kết thúc |